# オースティン・ロマイン
- オースティン・ローミン
- オースティン・ローマイン

オースティン・アレン・ロマイン（Austin Allen Romine, 1988年11月22日 - ）は、アメリカ合衆国カリフォルニア州オレンジ郡レイクフォレスト出身のプロ野球選手（捕手）。右投右打。フリーエージェント（FA）。

## 経歴

### プロ入りまで
高校はレイクフォレストのエルトロ高等学校に入学し、チームではノーラン・アレナドと共にプレーした。

### プロ入りとヤンキース時代
2007年のMLBドラフト2巡目（全体94位）でニューヨーク・ヤンキースから指名され、8月14日に入団。この年は傘下のルーキー級ガルフ・コーストリーグ・ヤンキースでプレーした。
2008年はA級チャールストン・リバードッグスでプレーした。
2009年はA+級タンパ・ヤンキースでプレーし、年間最優秀選手を受賞した。
2010年はAA級トレントン・サンダーでプレーし、オールスター・フューチャーズゲームに選出された。
2011年は開幕からAA級トレントンでプレーしていた。9月1日にAAA級スクラントン・ウィルクスバリ・ヤンキースに昇格した。主に指名打者として出場した。9月10日にケンタッキー州ウェルマートで彼女とショッピングをしている時に、電話でセプテンバー・コールアップを伝えられた。翌日の9月11日に40人枠入りを果たし、同日に行われたロサンゼルス・エンゼルス戦でメジャーデビュー。7回から捕手の守備についた。9月12日のシアトル・マリナーズ戦では「9番・捕手」で初先発出場を果たし、メジャー初安打初打点も記録した。
2012年は椎間板ヘルニアと診断され、シーズンを棒に振った。ルーキー級のガルフ・コーストリーグ・ヤンキース、A+級タンパ、AAA級スクラントン・ウィルクスバリの3球団で31試合プレーしたが、メジャー復帰はできなかった。
2013年はAAA級スクラントン・ウィルクスバリ・レイルライダースで開幕を迎えたが、右手に打球を受けて負傷したフランシスコ・セルベーリの代役としてメジャーに昇格。8月4日のサンディエゴ・パドレス戦の7回表にデイル・セイヤーからメジャー初本塁打を放った。
2014年3月25日にAAA級スクラントン・ウィルクスバリへ異動。開幕後の4月5日にメジャーへ昇格したが、1試合に出場しただけで4月9日に再びAAA級スクラントン・ウィルクスバリへ降格した。8月9日にはブライアン・マッキャンの故障者リスト入りを受けてメジャーへ再昇格したが、代打で1打席に立ったのみで17日にマッキャンの復帰に伴って降格した。その後9月6日に再びメジャーに昇格した。
2015年4月4日にDFAとなり、8日にマイナー契約でAAA級スクラントン・ウィルクスバリに配属された。9月1日にロースター拡大に伴ってメジャー昇格した。この年はジョン・ライアン・マーフィーの躍進もあって出番が減り、出番は1試合だけだった。
2016年はマッキャンからゲイリー・サンチェスへの正捕手切り替えのタイミングなどもあったが、自己最多の62試合に出場した。バッティング面では、いずれも自己ベストの打率.242、4本塁打、26打点、OPS0.650という成績を記録。守備面では、50試合でマスクを被ったほか、6試合で一塁手も守った。捕手としての守備は1失策、守備率.997、盗塁阻止率.167だった。
2017年8月24日のデトロイト・タイガース戦で5回にマイケル・フルマーがサンチェスに死球を与え、6回裏にトミー・ケインリーが報復としてミゲル・カブレラに対して背後を通過する投球を行って退場になった際に、カブレラから殴打され、両チームから選手が入り乱れる乱闘になり、退場となった。翌25日にMLBより2試合の出場停止処分を受けた。
2018年は6月にサンチェスが怪我をしてから前半戦終了までは正捕手として起用された。7月24日にハート&ハッスル賞にヤンキースからノミネートされた。10月8日の地区シリーズ第3戦のボストン・レッドソックス戦で16-1で負けた試合の9回から1回を投げたため、ポストシーズンで二つのポジションを守り、投球を行った歴代二人目となった。一人目は2015年のアメリカンリーグチャンピオンシップシリーズのカンザスシティ・ロイヤルズ戦で投げたトロント・ブルージェイズの内野手のクリフ・ペニントンだった。また、ブロック・ホルトに本塁打を献上したため、ポストシーズン初のサイクル安打も献上することになった。
2019年7月25日のレッドソックス戦では9回に投手を務め、1回3失点であった。この年は前年と同様、サンチェスが故障続きの中で72試合に出場し、打率・出塁率・長打率・OPSの全ての項目で自己最高を記録した。オフの10月31日にFAとなった。

### タイガース時代
2019年12月12日にタイガースと415万ドルの単年契約を結んだ。背番号は「7」。
2020年オフの10月28日にFAとなった。

### カブス時代
2021年1月22日にシカゴ・カブスと150万ドルの単年契約を結んだ。8月12日のミルウォーキー・ブルワーズ戦では9回に兄のアンドリューがマウンドに登り、この時の捕手はオースティンだったため、1962年6月28日のラリーとノームのシェリー兄弟以来となる兄弟バッテリーを記録した。オフの11月3日にFAとなった。

### エンゼルス時代
2022年3月15日にエンゼルスとマイナー契約を結んだ。開幕後は傘下のAAA級ソルトレイク・ビーズでプレーしていたが、マックス・スタッシの故障者リスト入りに伴って5月10日にメジャー契約を結んでアクティブ・ロースター入りした。カート・スズキの復帰に伴って5月21日にマイナー契約でAAA級ソルトレイクに戻ったが、6月1日に自由契約となった。

### カージナルス時代
2022年6月17日にセントルイス・カージナルスとマイナー契約を結び、傘下のAAA級メンフィス・レッドバーズへ配属された。7月4日にメジャー契約を結んでアクティブ・ロースター入りした。

### レッズ時代
2022年8月2日に金銭トレードでシンシナティ・レッズに移籍した。オフの11月6日にFAとなった。
2022年12月24日にマイナー契約でレッズと再契約し、2023年のスプリングトレーニングに招待選手として参加したが、2023年3月18日に自由契約となった。

## 家族
父は元メジャーリーガーのケビン・ロマイン。兄も元メジャーリーガーのアンドリュー・ロマイン。

## 詳細情報

### 年度別打撃成績
| 年 度     | 球 団     | 試 合 | 打 席 | 打 数 | 得 点 | 安 打 | 二 塁 打 | 三 塁 打 | 本 塁 打 | 塁 打 | 打 点 | 盗 塁 | 盗 塁 死 | 犠 打 | 犠 飛 | 四 球 | 敬 遠 | 死 球 | 三 振 | 併 殺 打 | 打 率 | 出 塁 率 | 長 打 率 | O P S |
| --------- | --------- | ----- | ----- | ----- | ----- | ----- | -------- | -------- | -------- | ----- | ----- | ----- | -------- | ----- | ----- | ----- | ----- | ----- | ----- | -------- | ----- | -------- | -------- | ----- |
| 2011      | NYY       | 9     | 20    | 19    | 2     | 3     | 0        | 0        | 0        | 3     | 0     | 0     | 0        | 0     | 0     | 1     | 0     | 0     | 5     | 0        | .158  | .200     | .158     | .358  |
| 2013      | NYY       | 60    | 148   | 135   | 15    | 28    | 9        | 0        | 1        | 40    | 10    | 1     | 0        | 3     | 1     | 8     | 0     | 1     | 37    | 7        | .207  | .255     | .296     | .551  |
| 2014      | NYY       | 7     | 13    | 13    | 2     | 3     | 1        | 0        | 0        | 4     | 1     | 0     | 0        | 0     | 0     | 0     | 0     | 0     | 4     | 0        | .231  | .231     | .308     | .538  |
| 2015      | NYY       | 1     | 2     | 2     | 0     | 0     | 0        | 0        | 0        | 0     | 0     | 0     | 0        | 0     | 0     | 0     | 0     | 0     | 0     | 0        | .000  | .000     | .000     | .000  |
| 2016      | NYY       | 62    | 176   | 165   | 17    | 40    | 11       | 0        | 4        | 63    | 26    | 1     | 0        | 1     | 3     | 7     | 1     | 0     | 31    | 7        | .242  | .269     | .382     | .650  |
| 2017      | NYY       | 80    | 252   | 229   | 19    | 50    | 9        | 1        | 2        | 67    | 21    | 0     | 0        | 2     | 3     | 16    | 0     | 2     | 57    | 7        | .218  | .272     | .293     | .565  |
| 2018      | NYY       | 77    | 265   | 242   | 30    | 59    | 12       | 0        | 10       | 101   | 42    | 1     | 0        | 1     | 3     | 17    | 0     | 2     | 67    | 10       | .244  | .295     | .417     | .713  |
| 2019      | NYY       | 72    | 240   | 228   | 29    | 64    | 12       | 0        | 8        | 100   | 35    | 1     | 1        | 1     | 1     | 10    | 0     | 0     | 50    | 7        | .281  | .310     | .439     | .748  |
| 2020      | DET       | 37    | 135   | 130   | 12    | 31    | 5        | 0        | 2        | 42    | 17    | 0     | 0        | 0     | 1     | 4     | 0     | 0     | 47    | 3        | .238  | .259     | .323     | .582  |
| 2021      | CHC       | 28    | 62    | 60    | 5     | 13    | 2        | 0        | 1        | 18    | 5     | 0     | 0        | 0     | 0     | 2     | 0     | 0     | 22    | 4        | .217  | .242     | .300     | .542  |
| 2022      | LAA       | 3     | 9     | 8     | 0     | 2     | 0        | 0        | 0        | 2     | 0     | 0     | 0        | 1     | 0     | 0     | 0     | 0     | 3     | 0        | .250  | .250     | .250     | .500  |
| 2022      | STL       | 11    | 28    | 26    | 2     | 4     | 1        | 0        | 0        | 5     | 0     | 0     | 0        | 0     | 0     | 2     | 0     | 0     | 7     | 0        | .154  | .214     | .192     | .406  |
| 2022      | CIN       | 37    | 99    | 95    | 8     | 14    | 2        | 0        | 3        | 25    | 9     | 0     | 0        | 1     | 0     | 2     | 0     | 1     | 36    | 2        | .147  | .173     | .263     | .436  |
| '22計     | CIN       | 51    | 136   | 129   | 10    | 20    | 3        | 0        | 3        | 32    | 9     | 0     | 0        | 2     | 0     | 4     | 0     | 1     | 46    | 2        | .155  | .187     | .248     | .435  |
| MLB：11年 | MLB：11年 | 485   | 1449  | 1352  | 141   | 311   | 64       | 1        | 31       | 470   | 166   | 4     | 1        | 10    | 12    | 69    | 1     | 6     | 366   | 47       | .230  | .268     | .348     | .616  |

- 2022年度シーズン終了時

### 年度別投手成績
| 年 度    | 球 団    | 登 板 | 先 発 | 完 投 | 完 封 | 無 四 球 | 勝 利 | 敗 戦 | セ 丨 ブ | ホ 丨 ル ド | 勝 率 | 打 者 | 投 球 回 | 被 安 打 | 被 本 塁 打 | 与 四 球 | 敬 遠 | 与 死 球 | 奪 三 振 | 暴 投 | ボ 丨 ク | 失 点 | 自 責 点 | 防 御 率 | W H I P |
| -------- | -------- | ----- | ----- | ----- | ----- | -------- | ----- | ----- | -------- | ----------- | ----- | ----- | -------- | -------- | ----------- | -------- | ----- | -------- | -------- | ----- | -------- | ----- | -------- | -------- | ------- |
| 2019     | NYY      | 1     | 0     | 0     | 0     | 0        | 0     | 0     | 0        | 0           | ----  | 7     | 1.0      | 4        | 2           | 0        | 0     | 0        | 0        | 0     | 0        | 3     | 3        | 27.00    | 4.00    |
| MLB：1年 | MLB：1年 | 1     | 0     | 0     | 0     | 0        | 0     | 0     | 0        | 0           | ----  | 7     | 1.0      | 4        | 2           | 0        | 0     | 0        | 0        | 0     | 0        | 3     | 3        | 27.00    | 4.00    |

- 2020年度シーズン終了時

### 年度別守備成績
| 年 度 | 球 団 | 投手（P） | 投手（P） | 投手（P） | 投手（P） | 投手（P） | 投手（P） | 捕手（C） | 捕手（C） | 捕手（C） | 捕手（C） | 捕手（C） | 捕手（C） | 捕手（C） | 捕手（C） | 捕手（C） | 捕手（C） | 捕手（C） | 一塁（1B） | 一塁（1B） | 一塁（1B） | 一塁（1B） | 一塁（1B） | 一塁（1B） |
| 年 度 | 球 団 | 試 合     | 刺 殺     | 補 殺     | 失 策     | 併 殺     | 守 備 率  | 試 合     | 刺 殺     | 補 殺     | 失 策     | 併 殺     | 守 備 率  | 捕 逸     | 企 図 数  | 許 盗 塁  | 盗 塁 刺  | 阻 止 率  | 試 合      | 刺 殺      | 補 殺      | 失 策      | 併 殺      | 守 備 率   |
| ----- | ----- | --------- | --------- | --------- | --------- | --------- | --------- | --------- | --------- | --------- | --------- | --------- | --------- | --------- | --------- | --------- | --------- | --------- | ---------- | ---------- | ---------- | ---------- | ---------- | ---------- |
| 2011  | NYY   | -         | -         | -         | -         | -         | -         | 8         | 46        | 3         | 1         | 0         | .980      | 0         | 6         | 4         | 2         | .333      | -          | -          | -          | -          | -          | -          |
| 2013  | NYY   | -         | -         | -         | -         | -         | -         | 59        | 315       | 24        | 3         | 1         | .991      | 4         | 38        | 30        | 8         | .211      | -          | -          | -          | -          | -          | -          |
| 2014  | NYY   | -         | -         | -         | -         | -         | -         | 3         | 14        | 2         | 0         | 2         | 1.000     | 0         | 1         | 0         | 1         | 1.000     | 1          | 2          | 0          | 0          | 0          | 1.000      |
| 2015  | NYY   | -         | -         | -         | -         | -         | -         | -         | -         | -         | -         | -         | -         | -         | -         | -         | -         | -         | 1          | 8          | 1          | 0          | 1          | 1.000      |
| 2016  | NYY   | -         | -         | -         | -         | -         | -         | 50        | 318       | 22        | 1         | 2         | .997      | 2         | 24        | 20        | 4         | .167      | 6          | 18         | 1          | 0          | 1          | 1.000      |
| 2017  | NYY   | -         | -         | -         | -         | -         | -         | 67        | 524       | 43        | 1         | 1         | .998      | 4         | 29        | 26        | 3         | .103      | 12         | 46         | 9          | 0          | 5          | 1.000      |
| 2018  | NYY   | -         | -         | -         | -         | -         | -         | 76        | 668       | 48        | 4         | 3         | .994      | 5         | 61        | 45        | 16        | .262      | -          | -          | -          | -          | -          | -          |
| 2019  | NYY   | 1         | 0         | 0         | 0         | 0         | ----      | 70        | 610       | 26        | 2         | 4         | .997      | 6         | 33        | 23        | 10        | .303      | -          | -          | -          | -          | -          | -          |
| 2020  | DET   | -         | -         | -         | -         | -         | -         | 37        | 269       | 7         | 0         | 1         | 1.000     | 2         | 29        | 23        | 6         | .207      | -          | -          | -          | -          | -          | -          |
| MLB   | MLB   | 1         | 0         | 0         | 0         | 0         | ----      | 370       | 2764      | 175       | 12        | 14        | .996      | 23        | 221       | 171       | 50        | .226      | 20         | 74         | 11         | 0          | 7          | 1.000      |

- 2020年度シーズン終了時

### 記録
MiLB
- オールスター・フューチャーズゲーム選出：1回（2010年）

### 背番号
- 71（2011年）
- 53（2013年、2015年）
- 62（2014年）
- 27（2016年 - 2017年）
- 28（2018年 - 2019年）
- 7（2020年）
- 25（2021年）
- 19（2022年 - 2022年5月20日）
- 35（2022年7月4日）
- 28（2022年8月6日 - 同年終了）